# Pont Jost-Haller
Le pont Jost-Haller est un pont ferroviaire français à Strasbourg, dans le Bas-Rhin. Achevé en 2006, ce pont en treillis permet à la ligne B du tramway de Strasbourg de franchir l'Ill. Il a été nommé en l'honneur de Jost Haller, peintre alsacien du XVe siècle.